# Osmond Fisher
Pour les articles homonymes, voir Fisher.
Osmond Fisher (17 novembre 1817, Osmington-12 juillet 1914, Huntingdon) est un géologue et géophysicien britannique.

## Biographie
Il travaille sur la géomorphologie du Norfolk et sur la stratigraphie du Dorset. Indépendamment de Léonce Élie de Beaumont il propose une théorie de l'orogenèse fondée sur le modèle de la Terre en refroidissement. Il note aussi les similitudes de forme entre les côtes de certains continents et proposent qu'ils étaient réunis dans un lointain passé. Tout comme Alexander von Humboldt, Fisher est largement ignoré par les autres géologues sur ce point. Toutefois ses observations sont marqués par une approche scientifique plutôt que par une approche spéculative. Il publie aussi sur la Lune proposant que l'océan Pacifique n'est autre qu'un vestige de la séparation de la Terre et de la Lune (les données recueillies depuis sur l'âge de l'océan Pacifique ont réfuté cette hypothèse). Son livre The Physics of the Earth's Crust (1881) est l'un des premiers dans le domaine de la géophysique.
Fisher reçoit la médaille Murchison en 1893 et la médaille Wollaston en 1913. Il meurt le 12 juillet 1914 à Huntingdon dans le Cambridgeshire.